# Koniuszek serca

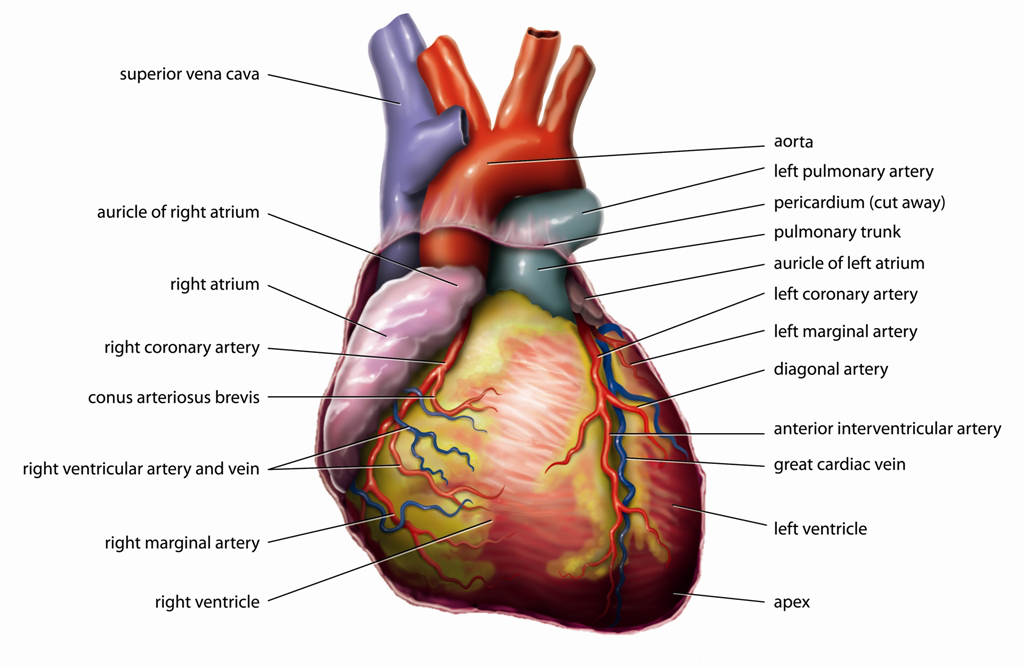
Serce człowieka – koniuszek podpisany apex.

Koniuszek serca (łac. apex cordis) – część serca, u ptaków i ssaków należąca do lewej komory.
U człowieka koniuszek serca jest najbardziej dolno-boczną częścią lewej komory. Leży około 8–9 cm w lewo od linii pośrodkowej przedniej, do tyłu od V przestrzeni międzyżebrowej, oddzielony od ściany klatki piersiowej języczkiem i wcięciem sercowym lewego płuca. Podczas skurczu komór wyczuwalne są jego uderzenia o ścianę klatki piersiowej ok. szerokości palca w prawo od linii sutkowej lewej.